# Circus cinereus

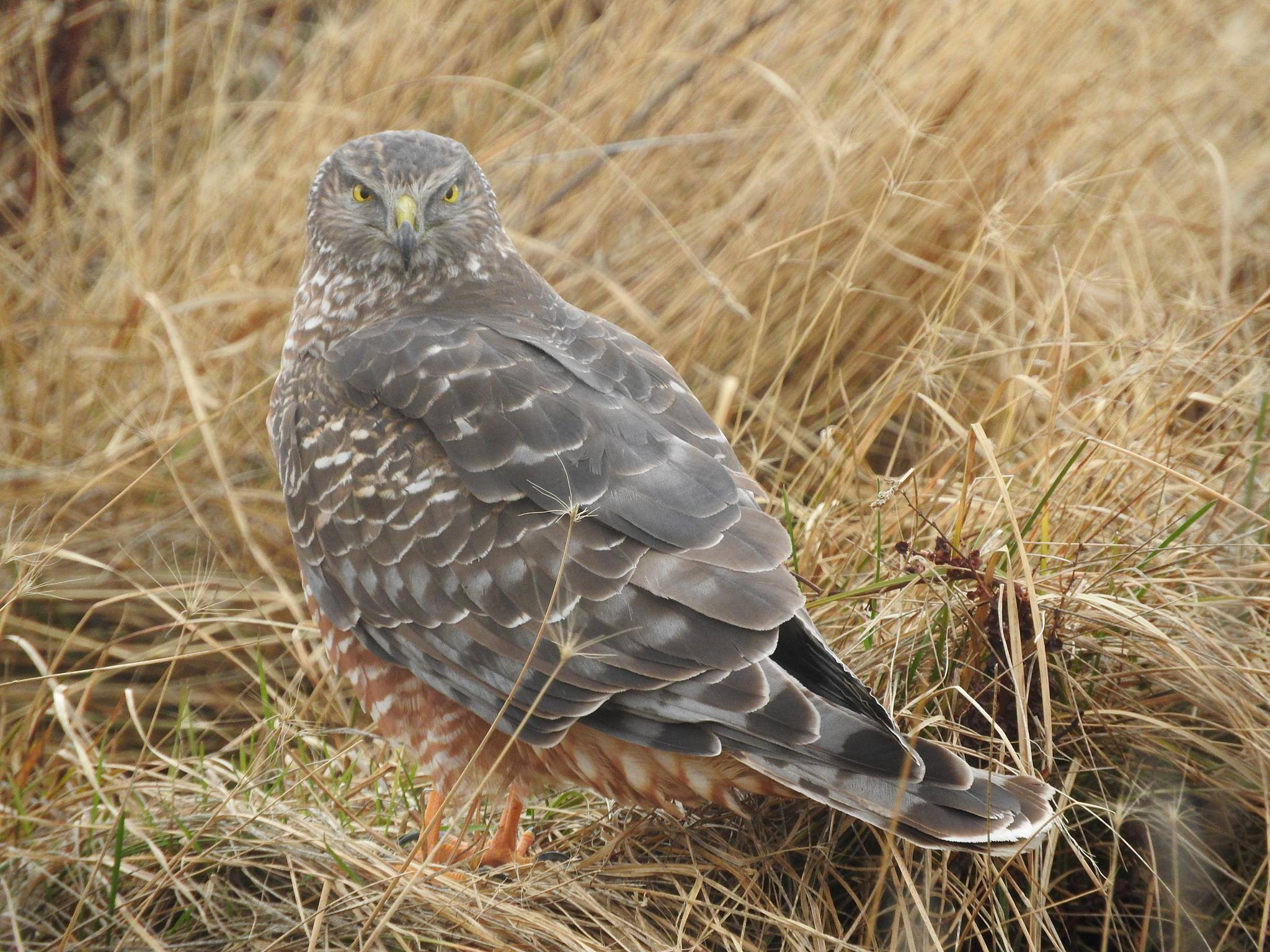
Gavilán Ceniciento en Laguna Nimez

El Vari (Circus cinereus), también conocido como vari ceniciento, aguilucho vari, aguilucho ceniciento o gavilán ceniciento, es una especie de ave Accipitriforme de la familia Accipitridae propia de Sudamérica que se encuentra desde Chile hasta el sur de Brasil y desde la Patagonia argentina hasta Colombia. No se conocen subespecies.

En Argentina se la encuentra desde Ushuaia a la Quiaca, y desde Mendoza a Las Toninas, pero con distinta densidad.

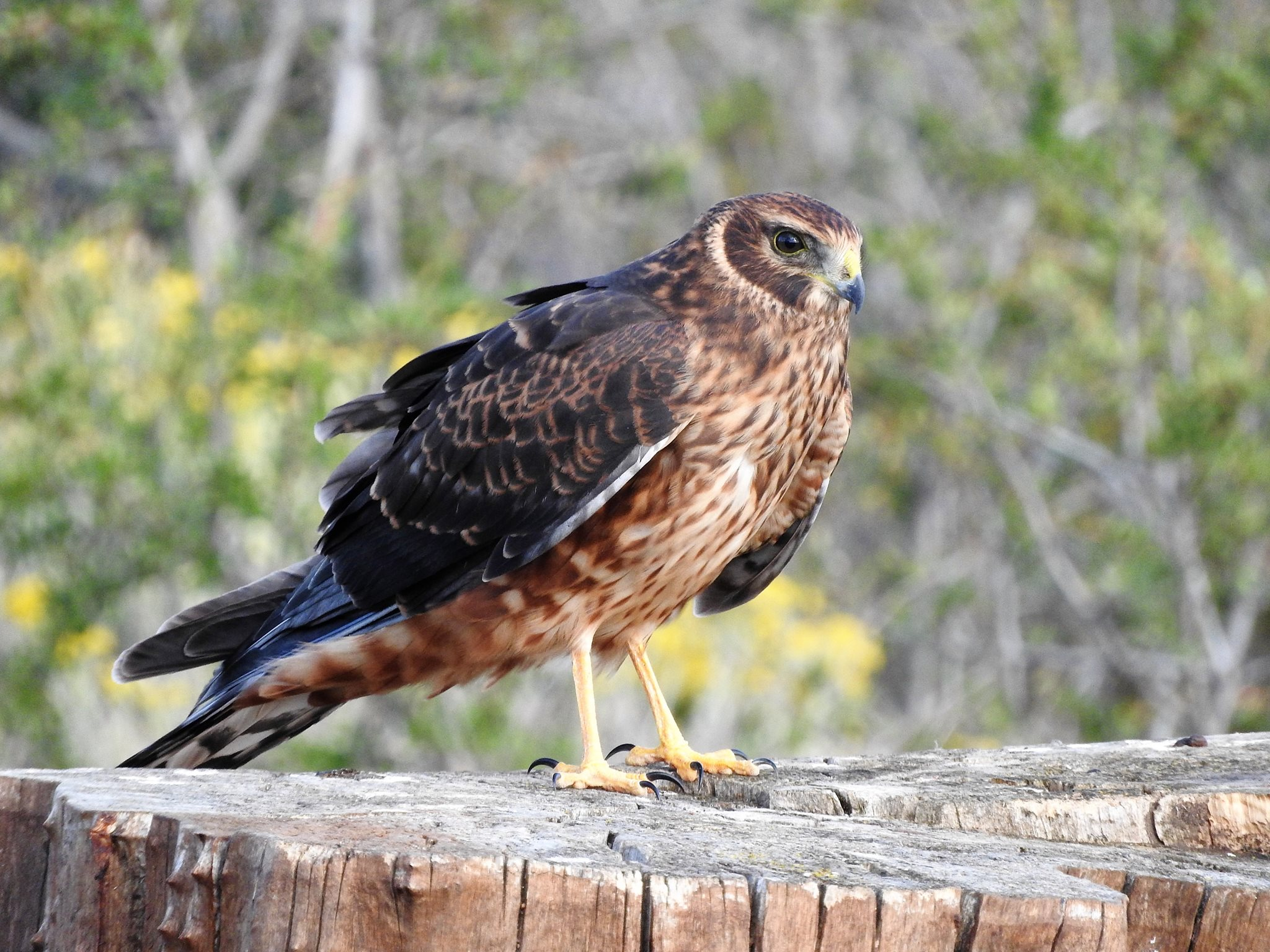
Gavilán Ceniciento

La dieta de esta ave corresponde a insectos (33,6%), aves (27,2%), mamíferos (19,1%) y arácnidos (1%). De estos grupos, los que más contribuyen en cuanto a biomasa en la dieta del vari son las aves y mamíferos.